# Bird Island (ö i Bermuda)
Bird Island är en ö i Bermuda (Storbritannien).   Den ligger i parishen Pembroke, i den sydvästra delen av landet, 2 kilometer väster om huvudstaden Hamilton.